# Újtelek (Magyarország)
Újtelek község Bács-Kiskun vármegye Kalocsai járásában.

## Fekvése
A Kalocsai Sárköz nevű mélyfekvésű területen fekszik, a névadó várostól, Kalocsától légvonalban mintegy 8,5, közúton nagyjából 14 kilométerre, az 5308-as út mentén. Két, egykor elkülönülő településrész alkotja, a délebben elhelyezkedő Keserűtelek és az északabbi fekvésű Résztelek, melyek mára lényegében összenőttek.
Északi szomszédja Dunapataj, egyébként minden irányból Szakmárhoz tartozó kisebb-nagyobb különálló településrészek veszik körbe, ráadásul ezek úgyszólván mindegyike (Felsőerek, Alsóerek, Gombolyag és Öregtény is) csak e község felől közelíthető meg, az 5308-as útból kiágazó alsóbbrendű utakon.

## Története
Újtelek 1986. január 1-jén jött létre Résztelek és Keserűtelek egyesítésével, és 1991. január elsején vált önállóvá Szakmártól.
Résztelek és Keserűtelek Kalocsa ún. szállásai – a városhoz tartozó földterületen kialakult települések – voltak, melyek önálló községgé fejlődtek, majd 1884-ben több más szállással együtt hivatalosan is elszakadtak a várostól, négy külön községet alkotva. Később Keserűtelek és Résztelek Szakmár társközsége lettek. A település lakói a pota néprajzi csoporthoz tartoznak.
A lakosság főként mezőgazdasággal foglalkozik.

## Közélete

### Polgármesterei
- 1990–1994: Szigeti Károly (független)[3]
- 1994–1998: Szigeti Károly (független)[4]
- 1998–2002: Tóth Ignác (független)[5]
- 2002–2006: Tóth Ignác (független)[6]
- 2006–2010: Tóth Ignác (független)[7]
- 2010–2014: Tóth Ignác (független)[8]
- 2014–2019: Simon Sándor Róbertné (független)[9]
- 2019–2024: Simon Sándor Róbertné (független)[10]
- 2024– : Simon Sándor Róbertné (független)[1]

## Népesség
A település népességének változása:
| Lakosok száma | 355  | 356  | 333  | 355  | 336  | 364  | 351  |
|               | 2013 | 2014 | 2018 | 2021 | 2022 | 2023 | 2024 |

A 2011-es népszámlálás során a lakosok 71,4%-a magyarnak, 0,6% németnek, 1,1% románnak mondta magát (28,6% nem nyilatkozott; a kettős identitások miatt a végösszeg nagyobb lehet 100%-nál). A vallási megoszlás a következő volt: római katolikus 61,6%, református 5%, felekezeten kívüli 4,5% (28,6% nem nyilatkozott).
2022-ben a lakosság 88,7%-a vallotta magát magyarnak, 3,9% cigánynak, 3,6% németnek, 0,6% románnak, 3,3% egyéb, nem hazai nemzetiségűnek (10,1% nem nyilatkozott; a kettős identitások miatt a végösszeg nagyobb lehet 100%-nál). Vallásuk szerint 50,6% volt római katolikus, 6,8% református, 0,6% evangélikus, 0,3% görög katolikus, 0,9% egyéb keresztény, 0,3% egyéb katolikus, 5,4% felekezeten kívüli (35,1% nem válaszolt).

## Nevezetességei
- Gábor Lajos festő szülőháza
- Harangláb
- A népművészet remekei: régi lakóházak, népviselet, hagyományok
- A Szelidi-tó a falutól 3 km-re északra található.